# John Henry Schröder

Baron Henry Schröder

Baron Sir John Henry William Schröder, 1. Baronet CVO (eigentlich Johann Heinrich Wilhelm, ab 1868: Freiherr von Schröder, Baronet seit 1892, * 13. Februar 1825 in Hamburg; † 20. April 1910 in Sidmouth, East Devon) war ein deutsch-britischer Kaufmann, Privatbankier, Kunstsammler und Mäzen.

## Leben und Wirken

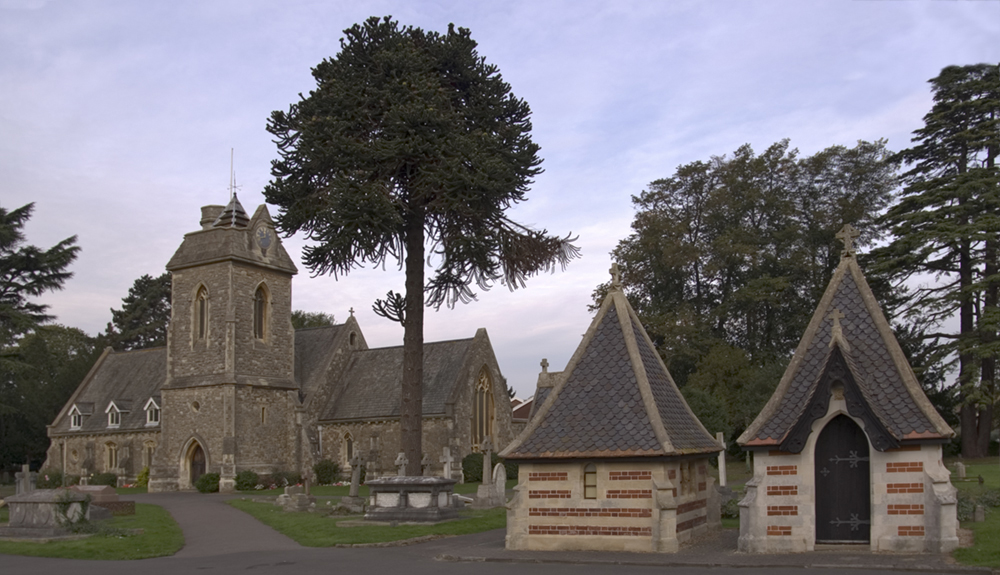
St. Jude’s in Englefield Green, letzte Ruhestätte John Henry Schröders

John Henry Schröder war das vierte von zwölf Kindern und der älteste überlebende Sohn von Johann Heinrich Schröder und seiner Frau Henriette geb. von Schwartz.
Im Alter von 16 Jahren trat John Henry 1841 in die Firma seines Vaters J. Henry Schröder & Co. in London ein und wurde 1849 deren Resident, gemeinsam mit dem Kaufmann Alexander Schlüsser. 1850 heiratete er Schlüssers Nichte, Dorothea Eveline Schlüsser (1828–1900). Die Ehe blieb kinderlos.
Er vergrößerte das von seinem Vater aufgebaute Handels- und Bankgeschäft erheblich und setzte seinen Schwerpunkt in der Handelsfinanzierung und im Anleihegeschäft. 1853 platzierte er erstmals eine kubanische Anleihe in London und 1863 während des amerikanischen Bürgerkrieges eine Anleihe der Konföderierten. 1870 war Schröder federführend an der ersten japanischen Auslandsanleihe beteiligt. 1883 erbte er von seinem Vater dessen Anteile an J. Henry Schröder & Co., London.
Zur selben Zeit wurde er Hauptvertreter für den Handel mit peruanischem Guano. Er engagierte sich auch im Versicherungsgeschäft und war Vorsitzender der North British and Marine Insurance Company. 1890 wurde er ein Mitglied von Lloyd’s of London.
Schon 1864 konnte er von seinen Gewinnen ein großes Anwesen direkt neben dem Windsor Great Park, The Dell in Englefield Green, Surrey, erwerben, wo er Nachbar und Freund von Prinz Christian von Schleswig-Holstein-Sonderburg-Augustenburg und seiner Ehefrau Prinzessin Helena von Großbritannien und Irland wurde. Im selben Jahr wurde er britischer Untertan. 1892 verlieh ihm Königin Victoria den britischen Adelstitel Baronet, of The Dell in the County of Berkshire, für seine Dienste zugunsten des königlichen Haushalts. Gleichzeitig erlaubte sie ihm, den seinem Vater Ende 1868 verliehenen preußischen Freiherrntitel weiter zu führen.
1884 wurde Heinrich Freiherr von Schröder-Schwansee Ehrenritter des Johanniterordens und war Mitglied der Mecklenburgischen Genossenschaft.
Als Schröder 1910 starb, gehörte sein Nachlass von über zwei Millionen Pfund Sterling zu den 30 größten Nachlässen Großbritanniens zwischen 1895 und 1914. Da das Paar kinderlos blieb, hatte die Familie 1895 seinen Neffen Bruno Schröder nach London geschickt, um das Familienerbe zu erhalten und weiterzuführen. Ab 1910 übernahm er die Rolle des Senior Partner und wurde 1914 in Großbritannien naturalisiert. Weitere Partner waren Henry Frederic Tiarks (1832–1911) und dessen Sohn Frank Cyril.

## Züchter, Sammler und Stifter

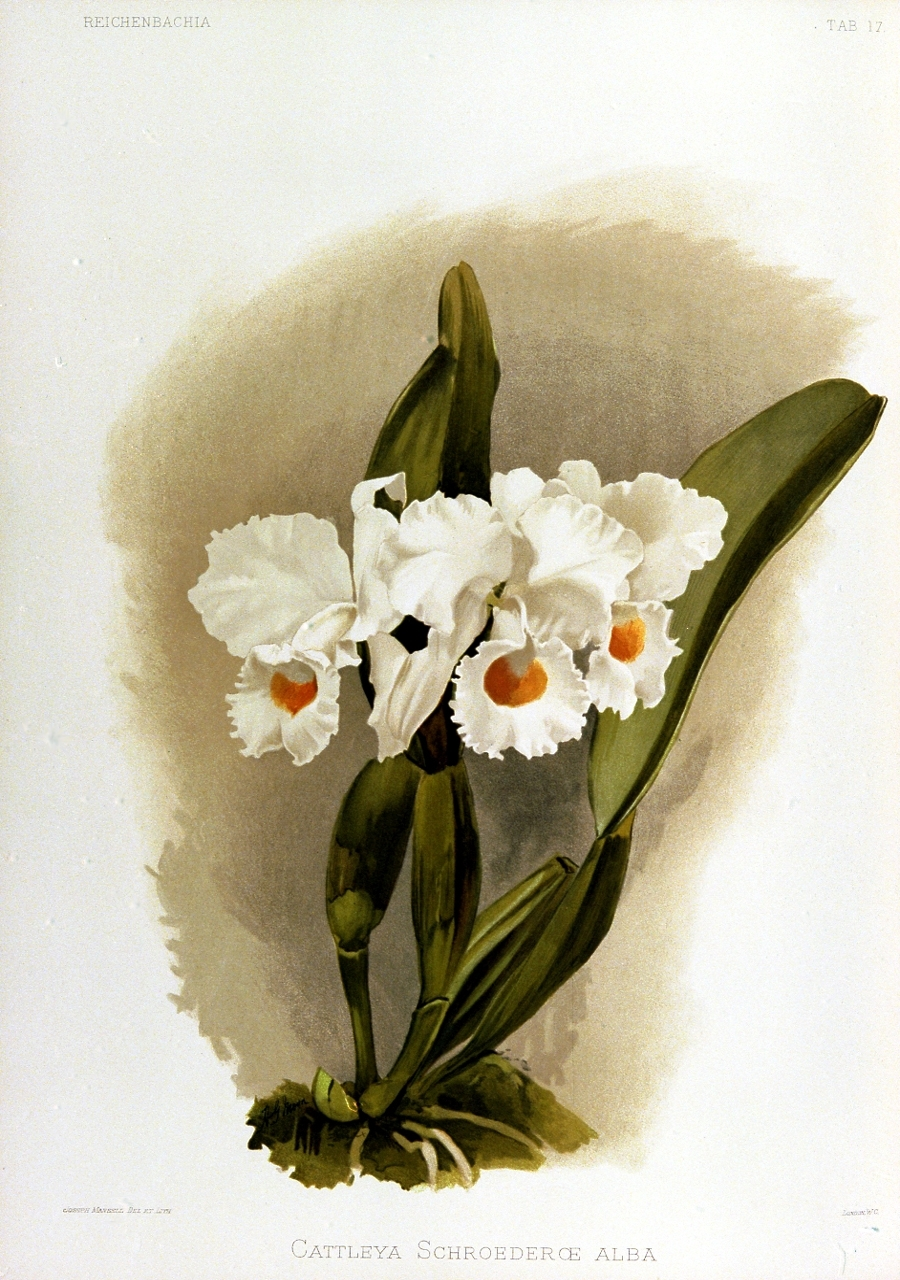
Cattleya schroederae; Illustration in: Frederick Sander: Reichenbachia III. London 1888

Alma-Tademas Weinfest aus Schröders Sammlung

Schröder legte rund um The Dell einen Gartenpark an und förderte die Orchideenzucht. Pflanzen aus seiner Züchtung erhielten zwischen 1891 und 1904 drei Gold- und zehn Silbermedaillen der Royal Horticultural Society, und 1888 wurde eine kolumbianische Cattleya-Art zu Ehren seiner Frau durch Heinrich Gustav Reichenbach Cattleya schroderae benannt.
In seinem Haus unterhielt Schröder eine umfangreiche Kunstsammlung. Davon hinterließ er alle Gemälde und Statuen der Hamburger Kunsthalle als Freiherr J. H. von Schröder-Stiftung. Zu dieser Stiftung zählen eine Reihe von Gemälden Lawrence Alma-Tademas, Porträts Schröders und seiner Frau von Hubert von Herkomer (1900), aber auch eine lange Zeit nicht identifizierte Büste des Kardinals Alessandro Peretti-Montalto von Gian Lorenzo Bernini.
Schröder engagierte sich in einer ganzen Reihe deutsch-britischer Vereinigungen. Er war Kirchenvorsteher der Hamburger Kirche in Ost-London, Schatzmeister des Deutschen Hospitals in Hackney und stellte Baugrund und Kapital zum Bau der deutschen evangelischen Christuskirche in Knightsbridge (1904) zur Verfügung.
1909 stiftete er mit einer Spende von 20.000 Pfund Sterling einen nach ihm benannten germanistischen Lehrstuhl (Schröder Professor of German) an der Universität Cambridge.

## Auszeichnungen
- Preußischer Kronenorden
- Commander of the Royal Victorian Order (CVO)